# Fez (gra komputerowa)
Fez – komputerowa gra platformowo-logiczna wyprodukowana przez przedsiębiorstwo Polytron Corporation i wydana 13 kwietnia 2012 na konsolę Xbox 360 w usłudze Xbox Live Arcade. Zyskała pozytywny odbiór krytyków, otrzymując średnią ocen 89/100 według agregatora Metacritic.
Proces powstawania gry został przedstawiony w filmie dokumentalnym Indie Game: The Movie. 31 grudnia 2012 roku Phil Fish na swoim blogu zapowiedział, że w 2013 roku gra pojawić ma się również na innych platformach. W kwietniu 2013 roku poinformowano, że gra sprzedała się w 200 tysiącach kopii. Premiera wersji na system Microsoft Windows odbyła się 1 maja 2013. W lipcu 2013 roku liczba sprzedanych egzemplarzy wyniosła około 500 tysięcy. Na systemach OS X i Linux ukazała się 11 września 2013 roku przy okazji akcji Humble Indie Bundle 9, porty te stworzył Ethan Lee. 9 grudnia sprzedaż gry na wszystkich platformach przekroczyła milion kopii. 25 marca 2014 roku tytuł ukazał się na konsolach PlayStation 3, PlayStation Vita i PlayStation 4.
13 czerwca 2013 roku Phil Fish ujawnił, że w produkcji znajduje się kontynuacja tytułu – Fez II, jednak 27 lipca ogłosił anulowanie prac nad grą.